# Public Administration
Public Administration (ehemals: Journal of Public Administration) ist eine 1923 gegründete, vierteljährlich erscheinende Peer Review Fachzeitschrift, die sich mit Forschung, Theorie und Praxis in den Bereichen öffentliche Verwaltung, öffentliche Ordnung, öffentliche Organisationstheorie und öffentliches Management befasst. Das Journal wurde in einer Umfrage aus dem Jahr 1983 als Spitzenreiter seines Fachs eingestuft. Im Jahr 2021 belegte die Zeitschrift den zweiten Platz im Bereich öffentliche Verwaltung.  Einer ihrer Gründer war der Liberal- und spätere Labour-Staatsmann Richard Haldane (1. Viscount of Haldane). Zu seinen Ehren vergibt die Zeitschrift einen jährlich Preis an den bedeutendsten Praktikeraufsatz, der im selben Jahr in der Public Administration veröffentlicht wurde. Die Zeitschrift wird von Wiley herausgegeben und von Bruce D. McDonald III (North Carolina State University) bearbeitet.
Laut Journal Citation Reports weist die Zeitschrift im Jahr 2021 einen Impact Factor von 4,013 auf und liegt damit auf Platz 31 von 187 Zeitschriften in der Kategorie „Politikwissenschaft“ und auf Platz 11 von 49 in der Kategorie „Öffentliche Verwaltung“.

## Geschichte
Public Administration wurde 1922 vom Royal Institute of Public Administration gegründet. Als die erste Ausgabe der Zeitschrift 1923 erschien, wurde sie unter dem Banner des Journal of Public Administration veröffentlicht. Ziel der Zeitschrift war es, Nachrichten und Forschungsergebnisse aus dem Bereich der öffentlichen Verwaltung zu veröffentlichen, um die 

“efficiency of public services, and the efficiency of public servants”

„Effizienz öffentlicher Dienste und die Effizienz öffentlicher Bediensteter“

 zu verbessern. Ursprünglich wurde die Zeitschrift vom Staat des Instituts herausgegeben (edited by state of the Institute). 1943 wurde Norman Chester vom Nuffield College in Oxford zu ihrem ersten akademischen Chefredakteur gewählt. Nach der Schließung des Instituts im Jahr 1992 wandte sich der Herausgeber der Zeitschrift bezüglich Übernahme an Blackwell Publishers um über Eigentum und Vertrieb der Zeitschrift zu verhandeln und ihre Schließung zu verhindern. Derzeit ist das Journal die offizielle Zeitschrift der Abteilung für öffentliche Verwaltung der American Political Science Association.

## Chefredakteure
Folgende Personen waren Chefredakteure:
- 1923–1923: John Lee, Royal Institute of Public Administration
- 1923–1942: A. C. Stewart, Royal Institute of Public Administration
- 1943–1966: Norman Chester, Nuffield College, Oxford
- 1967–1981: Nevil Johnson, Nuffield College, Oxford
- 1980–1985: J. Michael Lee, University of Bristol
- 1982–1989: Christopher Pollitt, The Open University
- 1988–1989: Brendan O’Leary, London School of Economics
- 1986–2011: R. A. W. Rhodes, Australian National University
- 2012–2020: Martin Lodge, London School of Economics
- Seit 2021: Bruce D. McDonald III, North Carolina State University

## Abstraktion und Indizierung
Die Zeitschrift ist zusammengefasst und indiziert in:
- Social Sciences Citation Index[8]
- Scopus[9]
- Inspec
- InfoTrac
- GEOBASE
- ABI/INFORM Collection